# Луб'янківська дубина
«Луб'янівська дубина» — ботанічна пам'ятка природи місцевого значення в Україні. Пам'ятка природи розташована на території Тернопільського району Тернопільської області, с. Коршемки (приєднано до с. Діброва), Збаразьке лісництво, кв. 80 в. 6, лісове урочище «Луб'янки».
Площа — 2,00 га, статус отриманий у 1994 році.